# Willy (Lied)
Willy ist eine Ballade des Liedermachers Konstantin Wecker auf seinem Album Genug ist nicht genug aus dem Jahr 1977. Danach hat er das Lied mit immer wieder neuen Texten veröffentlicht. Die jüngste Version stammt aus dem Jahr 2021 und handelt vom Anschlag in Hanau 2020.

## Inhalt
Das Lied schildert die Auseinandersetzung mit Neonazis, die für Willy tödlich endet. Sein Freund hatte versucht, ihn rechtzeitig von der Konfrontation zu entfernen, war damit aber gescheitert. Das Vorbild für Willy ist Weckers bester Freund und Tournee-Begleiter Günter Bauch, in dessen Gesicht eine Narbe von dem im Lied thematisierten Messerangriff geblieben ist.

## Entstehung
In einem Interview mit Steffen Rüth schilderte Wecker die Probleme bei der Veröffentlichung des Liedes:

„Die Plattenfirmen erwarteten von mir verkaufbare Lieder, allerdings war ich mit meiner harmonischen und melodiösen Musik damals wenig gefragt. Ich weiß noch, wie der Chef meiner Plattenfirma über den ‚Willy‘ sagte: ‚Geht nicht, zu lang, auch noch auf Bayerisch.‘ Doch dann wurde das ein richtiger Rundfunkhit – auch, weil ich sehr für den Song gekämpft hatte.“

## Versionen
Die nachfolgenden Bearbeitungen des Liedes sind bei der Veröffentlichung nicht einheitlich benannt worden (so gibt es sowohl – die inhaltlich ähnliche – Nr. IV als auch Nr. 4). Hier stehen die Originalnamen und gegebenenfalls das Erscheinungsjahr in Klammern. Weitere Versionen und Bearbeitungen gab es bei Konzerten sowie Liveauftritten im Fernsehen.

### Willy II (1990)
Diese erste Bearbeitung schildert die Ermordung von Amadeu Antonio, der in Eberswalde von etwa 50 Neonazis zusammengeschlagen wurde und nicht mehr aus dem Koma erwacht ist.

### Willy III (2001)
24 Jahre nach dem Original veröffentlichte Wecker auf dem Album Vaterland die dritte Version. Inhaltlich geht es unter anderem um Äußerungen von konservativen Politikern, Welthunger und Korruption.

### Willy IV (2002)
In der Liveausgabe zu Vaterland verwendete er eine aktualisierte Version. Dabei geht es vor allem um die Terroranschläge am 11. September 2001, die Ursachen und die Folgen. Im dazugehörigen Booklet druckt Wecker den Text dazu ab, weist aber auf die Problematik der Verschriftlichung dieses improvisierten Textes hin.

### Willy 4 (2003)
Zwei Versionen finden sich auf dem Album Mey, Wader, Wecker – das Konzert. Die erste baut im Wesentlichen auf der Version von 2002 auf.

### Willy 5 (2003)
Die zweite Version befindet sich auf der limitierten Edition von Mey, Wader, Wecker – das Konzert und aktualisiert die Vorversion.

### Willy 2018
Nach weiteren fünfzehn Jahren umrahmte Wecker auf Sage Nein! Antifaschistische Lieder 1978 bis heute das Album mit zwei Willy-Versionen. Er erinnert daran, dass nun fast ein halbes Jahrhundert seit dem Original vergangen ist – und sich nichts geändert hat, außer dass das Problem nicht mehr die Alt-Nazis, sondern die Neonazis sind. Neoliberalismus und Flucht sind weitere Themen. Den Schluss bildet eine Remastered-Version des Originals.

### Willy 2020
Thema ist die COVID-19-Pandemie und die damit verbundenen Einschränkungen der Grundrechte, ohne dass Alternativen erwogen worden wären. Veröffentlicht wurde es auf dem Album Poesie in stürmischen Zeiten. Wie zur 2002er-Version druckt Wecker den Text dazu ab, diesmal in seinem Buch Poesie und Widerstand in stürmischen Zeiten.

### Willy 2021
In der Bearbeitung auf Utopia zieht Wecker Bilanz über die vorangegangenen „Willys“ und gedenkt der Opfer des Anschlags von Hanau, insbesondere dem „Willy“ Vili-Viorel Paun, der sich dabei einem Rassisten entgegenstellte und erschossen wurde. Diesen Text druckt Wecker im Postscriptum seines Buches Poesie und Widerstand in stürmischen Zeiten ab.

## Musik
Alle Strophen spricht Wecker zu Klavierbegleitung, nur die beiden Refrainzeilen sind vertont. Wecker verwendet dafür die Bezeichnung „Talking Blues“. Die Tonart ist C-Dur, die Begleitung und die Refrainakkorde folgen dem Schema C-Dur, E-Dur, F-Dur, G-Dur, C-Dur, statt der parallelen Molltonart (III. Stufe) e-Moll verwendet er also den Dur-Akkord. Die Länge des Songs beträgt je nach Variante und Aufführungssituation um die 8 Minuten.

## Parodie
Willy Astor präsentierte zu Weckers 60. Geburtstag eine Parodie, die nach der Schilderung einer langen Nacht mit dem Refrain endet: „Gestern hab’ i mein’ Wecker derschlagen“.